# Prezydent Barbadosu
Prezydent Barbadosu jest najwyższą konstytucyjnie osobą w państwie. Pełni także funkcję zwierzchnika sił zbrojnych. 

## Geneza
We wrześniu 2020 roku premier Barbadosu Mia Mottley ogłosiła, że w listopadzie 2021 roku ten kraj przestanie być monarchią z Elżbietą II jako głową państwa i stanie się republiką parlamentarną. 20 października 2021 roku na stanowisko pierwszego prezydenta kraju wybrano dotychczasową gubernator generalną Sandrę Mason. 30 listopada 2021 roku Barbados został republiką, a Mason została zaprzysiężona na prezydenta.
Na mocy 2. poprawki do Konstytucji Barbadosu prezydent tego kraju jest wybierany na 4-letnią kadencję (z możliwością reelekcji) przez Senat i Izbę Zgromadzenia większością 2/3 głosów.

## Lista prezydentów Barbadosu
| # | Imię i Nazwisko         | Portret | Kadencja          | Kadencja       | Partia polityczna | Partia polityczna |
| # | Imię i Nazwisko         | Portret | Od                | Do             | Partia polityczna | Partia polityczna |
| - | ----------------------- | ------- | ----------------- | -------------- | ----------------- | ----------------- |
| 1 | Sandra Mason (ur. 1949) |         | 30 listopada 2021 | nadal urzęduje |                   | bezpartyjna       |

## Zobacz także
- Gubernatorzy generalni Barbadosu